# Albert Blank (Chemiker)
Albert Blank (* 30. März 1863 in Elberfeld; † 28. Juni 1936 in Hofheim am Taunus) war ein deutscher Chemiker und Mitglied des Provinziallandtages der Provinz Hessen-Nassau.

## Leben
Albert Blank besuchte in seinem Heimatort Elberfeld die Volksschule, setzte seine Ausbildung wegen eines Augenleidens in der Fachklasse Chemie der königlichen Gewerbeschule Elberfeld fort und studierte am Polytechnikum Zürich, der Ludwig-Maximilians-Universität München und der Friedrich-Alexander-Universität Erlangen-Nürnberg, wo er 1887 mit der Dissertation Ueber die Einwirkung substituirter Acetessigester auf Phenylhydrazin zum Dr. phil. promoviert wurde. Seit Beginn seines Studiums 1880 gehörte er der Burschenschaft Teutonia Zürich an. 
Bevor er im Oktober 1902 bei den Farbwerken Hoechst als Chemiker eine Anstellung fand, war er zunächst in dem Unternehmen seines Bruders in Hamburg beschäftigt.
Er war kommunalpolitisch aktiv und in den Jahren von 1906 bis 1916 Stadtverordneter in Höchst und auch als Nachfolger des Abgeordneten Gustav von Brüning Mitglied des Kreistages Höchst und des dortigen Kreisausschusses.
1918 erhielt er als Nachfolger des Herbert von Meister ein Mandat für den nassauischen Kommunallandtag des preußischen Regierungsbezirks Wiesbaden bzw. des Provinziallandtages der preußischen Provinz Hessen-Nassau. 
Sein weiteres Interessengebiet lag in der geschichtlichen Heimatkunde. So hatte er 1920 maßgeblichen Anteil an der Gründung des Landesgeschichtlichen Instituts Bonn. Aus seiner Privatsammlung schenkte er dem Bergischen Geschichtsverein zu Elberfeld u. a. Waffen aus den Befreiungskriegen sowie drei Solinger Klingen. Er war Mitbegründer und bis zu seinem Tod 1. Vorsitzender des Geschichts- und Altertumsvereins Hofheim am Taunus.
1981 übernahm die Bibliothek des Stadtarchivs Hofheim/Taunus 8.000 Schriften, die bislang im Landesgeschichtlichen Institut untergebracht waren.

## Auszeichnungen
- 1916 Ehrenbürger der Stadt Höchst
- 1925 Ehrensenator der Universität Bonn